# Орловський (смт)
Орло́вський (рос. Орловский) — селище міського типу у складі Агінського району Забайкальського краю, Росія. Адміністративний центр Орловського міського поселення.

## Населення
Населення — 2194 особи (2010; 2348 у 2002).